# Giovanni Battista D'Oncieu de La Bàtie
Giovanni Battista D'Oncieu de La Bàtie (La Bâtie-Divisin, 1765 – La Bâtie-Divisin, 1847) è stato un generale sabaudo.

## Biografia
Giovanni Battista D'Oncieu de La Bàtie, figlio del marchese Guglielmo (1739-1800) e della nobildonna Louise Henriette Salteur de La Serraz, nacque a La Bâtie-Divisin in Savoia.
Dopo aver intrapreso la carriera militare al servizio del Re di Sardegna (che all'epoca deteneva anche la Savoia tra i propri domini), fece carriera e il 1º novembre 1816 col grado di colonnello venne nominato Comandante del Corpo dei carabinieri reali. Sotto la sua reggenza della carica, i carabinieri vennero ufficialmente costituiti in corpo d'armata. Rimase in carica sino al 19 marzo 1819 per poi tornare nel 1822, venendo nel frattempo promosso a Maggior generale, e rimanendo in carica sino al 1830.
Morì nel 1847. Suo nipote fu il generale Paolo D'Oncieu de la Bâtie, senatore del Regno d'Italia.